# Megachile bangana
Megachile bangana är en biart som beskrevs av Cockerell 1931. Megachile bangana ingår i släktet tapetserarbin, och familjen buksamlarbin. Inga underarter finns listade i Catalogue of Life.